# Phenyo Mongala
Phenyo Mongala (sinh ngày 10 tháng 6 năm 1985 ở Kanye) là một cầu thủ bóng đá người Botswana hiện tại thi đấu cho CS Don Bosco ở Linafoot của CHDC Congo.

## Sự nghiệp quốc tế
Anh là thành viên thi đấu cho Đội tuyển bóng đá quốc gia Botswana.

## Đời sống cá nhân
Mongala còn có tên gọi khác là Mzambiya.